# Felip IV de Castella
Felip IV de Castella, III d'Aragó i de Portugal, dit el Gran o el Rei Planeta (Valladolid, 8 d'abril de 1605 - Madrid, 1665) fou monarca d'Espanya (1621-1665). El seu regnat va estar marcat pelGaspar de Guzmán, comte-duc d'Olivares i privat del rei, que va intentar reformar la monarquia per aconseguir una major unitat dels països on aquesta monarquia regnava. Això, sumat als problemes en la política externa, en el marc de la Guerra dels Trenta Anys, produirà una sèrie de conflictes interns a la monarquia, principalment la revolta catalana i la portuguesa, però n'hi hagué en altres territoris de la monarquia, cosa que demostra l'esgotament que aquesta monarquia va patir en el segle xvii.

## Família
Fill de Felip III de Castella i de Margarida d'Àustria. Era net de Felip II de Castella i de l'arxiduc Carles II d'Estíria. Va contraure matrimoni el 25 de novembre de 1615 al Palau Reial d'El Pardo amb Isabel de França, filla d'Enric IV de França. Va casar-se en segones núpcies el 7 d'octubre de 1649 a Navalcarnero amb la seva neboda Maria Anna d'Àustria.

### Descendència
Amb Isabel de França:
1. Margarida Maria, (Madrid, 1621)
2. Margarida Maria Caterina, (Madrid, 1623)
3. Maria Eugènia, (Madrid, 1624-1627)
4. Isabel Maria Teresa (Madrid, 1625-1627)
5. Baltasar Carles, (Madrid, 1626-1646)
6. Maria Anna Antònia, (Madrid, 1635-1636)
7. Maria Teresa, (El Escorial, 1638 - Versalles, 1683)

Amb Maria Anna d'Àustria:
1. Margarida, (Madrid, 1651 - Viena, 1673)
2. Maria Ambròsia de la Concepció, (Madrid, 1655)
3. Una nena, morta a les poques hores (1656)
4. Felip Pròsper, (Madrid, 1657-1661)
5. Ferran Tomàs, (Madrid, 1658-1659)
6. Carles, (Madrid, 1661 - L'Escorial, 1700)

Felip IV també va tenir diversos fills il·legítims:
- Fernando Francisco (1626-1634), fill de la filla del comte de Chirel
- Ana Margarita, arribà a ser Superiora del Convent Reial de l'Encarnació
- Joan Josep d'Àustria (1629-1679), fill de l'actriu María Calderón coneguda com la Calderona. Reconegut en títols i drets. Va ostentar diversos càrrecs d'importància com els de general dels exèrcits, governador dels Països Baixos o lloctinent a Aragó.
- Alfonso de Santo Tomàs (Vélez-Málaga, 1631 - Màlaga, 1692), fill de Constanza Orozco
- Carlos[a]
- Fernando Valdés, governador de Novara, mort el 1702.
- Alonso Antonio de San Martín, bisbe d'Oviedo i de Conca, fill de la dama de la reina Tomasa de Aldana.
- Juan Cosío, anomenat fra Juan del Sacramento.

## Ascens al tron

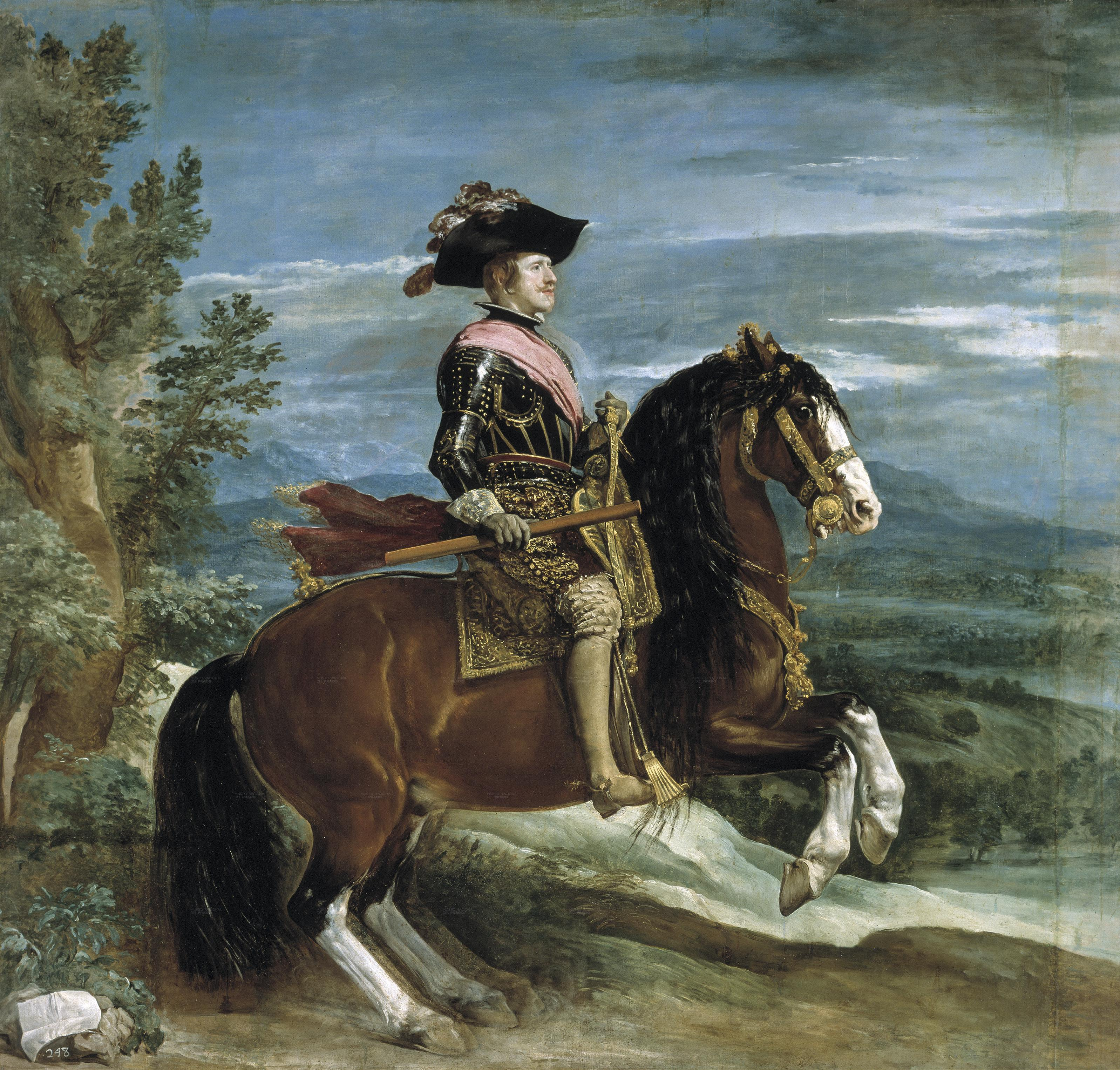
Felip IV a cavall.

El 1605, just en néixer, fou nomenat príncep d'Astúries, títol reservat a l'hereu de la Corona. A la mort del seu pare, el 1621, rebé la totalitat dels seus títols.

## El comte-duc d'Olivares, privat del rei

### Reformes internes

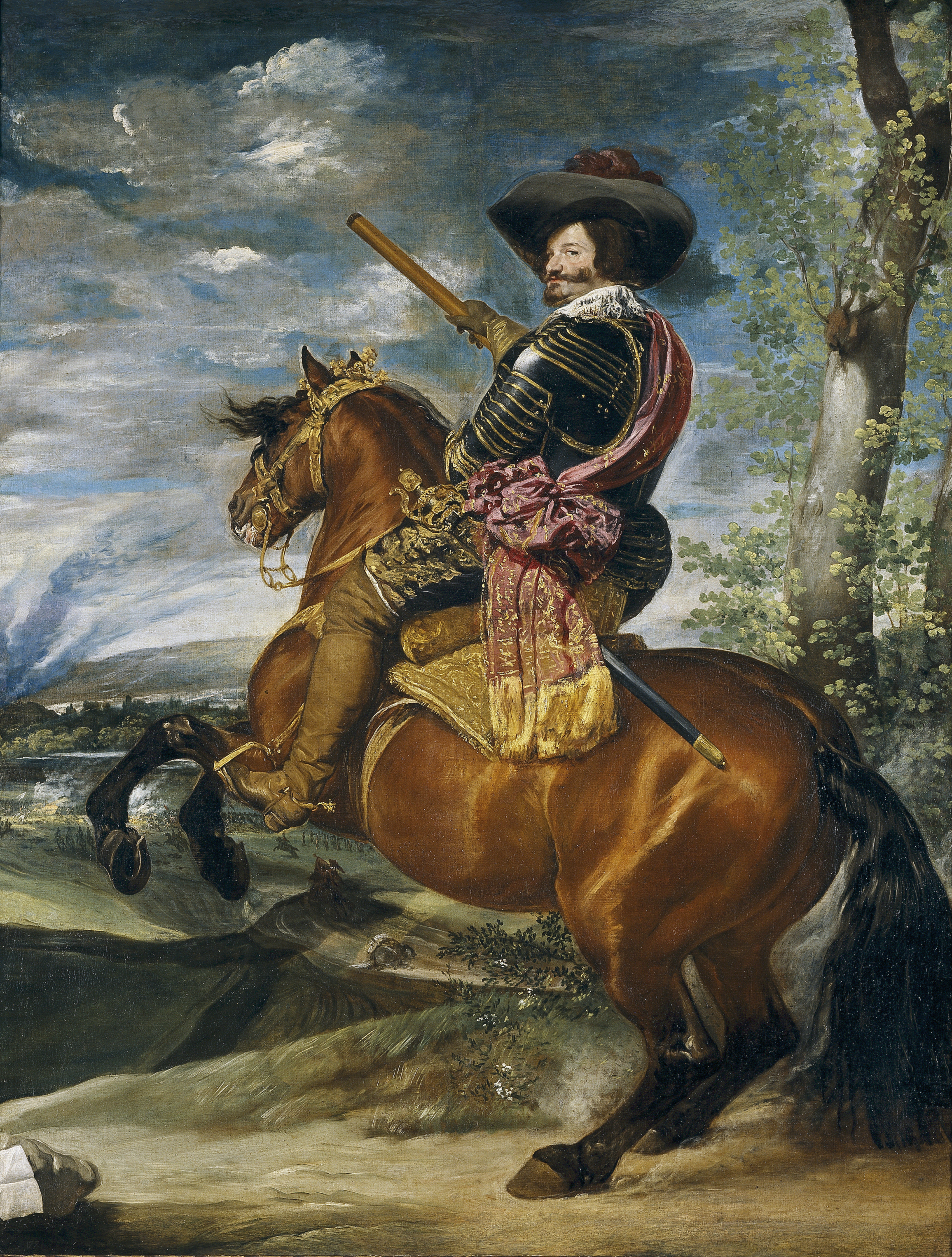
El Comte-Duc d'Olivares a cavall, per Diego Velázquez (1634)

L'objectiu prioritari del seu mandat va ser restaurar el poder de la corona, que havia patit una disminució considerable en el regnat anterior. Va delegar el seu poder en el poderós comte duc d'Olivares (1621-1643), amb l'objectiu de realitzar un ambiciós projecte de reforma que afectava la major part de les institucions. La seva primera tasca es va centrar en la Hisenda, on va intentar recuperar les rendes perdudes: el control sobre la despesa pública, l'ordenament i estructuració del sistema impositiu, entre d'altres.
En l'àmbit econòmic, es va intentar importar el model mercantilista neerlandès i es va presentar el projecte de la Unió d'Armes, amb la finalitat d'ordenar i canalitzar els recursos provinents dels territoris perifèrics, necessaris per a mantenir un exèrcit potent per afrontar la guerra dels trenta anys i de pas establir la periodicitat i seguretat dels lliuraments a la Hisenda reial. El projecte de reformes es va completar amb les mesures moralitzants proposades per la Junta de Reforma, entre el 1618 i el 1622.
El 1624 la ideologia reformadora es va plasmar en el Gran Memorial, en què destacava, com a grans línies d'actuació, la consecució d'una monarquia de tall administratiu, dominada per l'eficàcia, i la racionalització de les accions de govern, encaminades a complir objectius amb criteris purament executius.
Diversos problemes faran fracassar el projecte reformador: la quantitat decreixent d'or que arriba al port de Sevilla entre 1619 i 1621, l'oposició de les Corts de Castella als canvis en els impostos, l'oposició dels diversos països a la Unió d'Armes i l'enfrontament dels consells al comte-duc i a les seves juntes. La intervenció a Bohèmia el 1618 i la no renovació de la treva dels dotze anys el 1621 que reobrir la Guerra dels Vuitanta Anys, van viciar la política exterior i van suposar un maldecap per al govern d'Olivares. La República de passar a l'ofensiva gràcies al tractat de subvencions de 1624 pel que va rebre el suport financer de França i el tractat de Southampton de 1625, que va fer entrar al Regne Unit en la guerra amb Espanya. Frederic Enric d'Orange-Nassau i el seu cosí Ernest Casimir, que havia succeït el seu germà difunt Willem Lodewijk el 1620, van decidir el 1626 conquerir Oldenzaal perquè Twente ja no pogués ser atacat, i en 1627 va conquerir Groenlo.
Entre 1621 i 1626 es va encunyar la moneda de velló en excés, i tot plegat incidí per declarar la primera fallida de la monarquia el 1627, després d'haver aconseguit dues grans victòries militars el 1625, a la batalla de Bahia i a Breda. La situació va anar passant de dramàtica a desastrosa. Tot i el benefici que en primera instància va suposar la fallida per eixugar el dèficit, els fets posteriors van resultar nefastos. La caríssima intervenció a la guerra de successió de Màntua va anar seguida de les derrotes a la batalla de Matanzas (1628), la batalla de Hertogenbosch (1629) i la batalla de Pernambuco (1630). Les mesures van empitjorar encara més la situació: l'abolició dels milions per part de Felip IV i l'augment excessiu del monopoli de la sal el 1631 van provocar la rebel·lió a Biscaia (1631-1634); els projectes de reforma van quedar definitivament aparcats, instal·lada la monarquia en un esforç bèl·lic que implicava tots els territoris i que consumia els escassos recursos de la Hisenda.

### La Guerra dels Vuitanta anys
La no renovació de la treva dels dotze anys el 1621 va reobrir la Guerra dels Vuitanta Anys. Després de la caiguda de Breda, la República de passar a l'ofensiva gràcies al tractat de subvencions de 1624 pel que va rebre el suport financer de França i el tractat de Southampton de 1625, que va fer entrar al Regne Unit en la guerra amb Espanya. Frederic Enric d'Orange-Nassau i el seu cosí Ernest Casimir, que havia succeït el seu germà difunt Willem Lodewijk el 1620, van decidir el 1626 conquerir Oldenzaal perquè Twente ja no pogués ser atacat, i en 1627 van conquerir Groenlo, 's-Hertogenbosch i Wessel en 1629, el 1631 Maastricht però s'havia fet evident per a la República que mentre l'exèrcit espanyol no fos convocat per allunyar-se d'una important invasió francesa, era molt difícil iniciar un setge contra Anvers, Bruges o Gant.
França es va aliar amb els holandesos i Suècia prenent la Valtellina per tallar la connexió entre el Milanesat i l'Imperi, i els combats es reprengueren als Països Baixos. Espanya va respondre prenent les illes Lerins, que havien de servir com a base d'operacions per atacar la costa de Provença. i França es va centrar en la recuperació del Franc Comtat. L'atac a Dunkerque es va cancel·lar i l'alternativa va ser el Setge de Breda, que fou conquerida al cap de dos mesos i mig. La campanya naval francesa a la Mediterrània començà el 1637 amb la presa d'Oristany, Els francesos van aprofitar la concentració de tropes espanyoles al nord i van aconseguir capturar les ciutats de Landrecies, Maubeuge i Damvillers des del sud i recuperar les illes Lerins al maig de 1637. Després que els francesos tallessin el 1638 el Camí dels espanyols amb la presa de Breisach i l'atac a diversos ports de la costa atlàntica, en un intent desesperat per reforçar, reabastir i pagar les seves tropes als Països Baixos espanyols, el 1639 es forma a Cadis una esquadra al comandament d'Antonio de Oquendo per a obtenir així el domini del mar. però foren derrotats per la flota holandesa liderada per Maarten Harpertszoon Tromp a la batalla de les Dunes. Tot i això, tres quartes parts de les tropes van aconseguir arribar als Països Baixos espanyols des d'Anglaterra, la ruta marítima ja no es podia utilitzar per proveir tropes i els Països Baixos espanyols van quedar aïllats. Espanya prioritzava la lluita contra la revolta a Catalunya i la revolta de Portugal, i arribaven menys diners als Països Baixos espanyols. El cardenal De Richelieu morí el desembre de 1642 i la salut de Lluís XIII de França era feble. Com que Espanya estava involucrada en massa conflictes, Olivares volia buscar la pau amb la República i França. A la República feia temps que hi havia una discussió entre una facció que volia continuar la guerra i una facció que volia la pau, que creixia amb els anys, increment de costos i manca d'èxit, i el 1643 es va reduir-les, i Francisco de Melo, sent-ne coneixedor, va preparar un atac a França perquè no havia de témer un atac republicà. De Melo volia augmentar la pressió sobre França perquè acordés una pau ara que el rei estava morint, però després dels seus èxits inicials contra els francesos l'any anterior, Francisco de Melo va ser aclaparadorament derrotat en la batalla de Rocroi el 16 de maig de 1643. Finalment, les Províncies Unides van obtenir tots els avantatges que havien estat cercant durant vuitanta anys amb la Pau de Westfàlia de 1648.

### Revolta de Catalunya

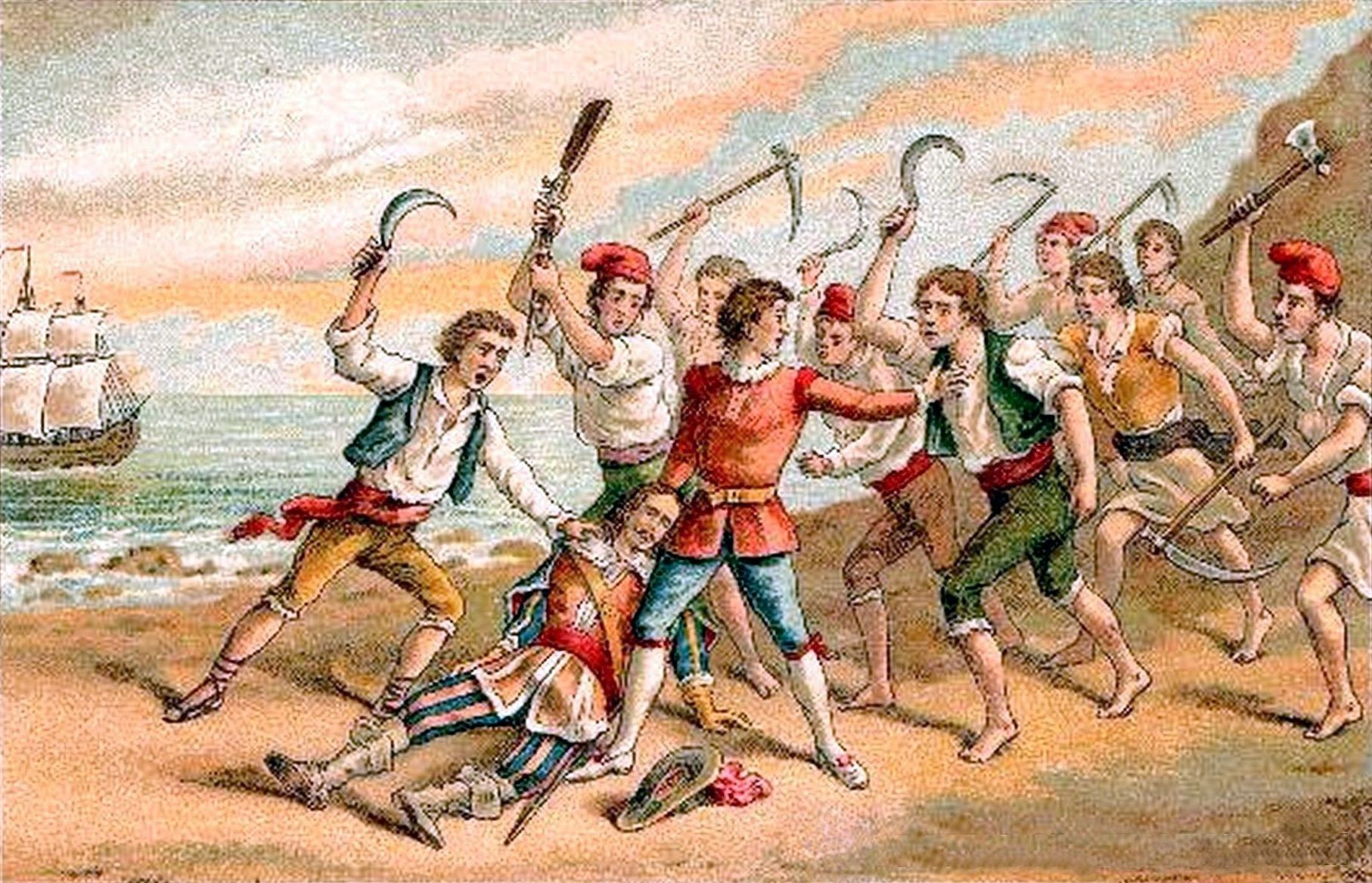
El Corpus de Sang, de H.Miralles (1910).

El conflicte entre el comte-duc i Catalunya va iniciar-se quan les Corts Catalanes de 1626 es van negar a col·laborar amb la Unió d'Armes que el comte-duc havia proposat. La guerra contra França va dificultar més l'entesa de la Generalitat de Catalunya i el Consell de Cent amb la monarquia.
Les tropes castellanes i italianes que havien entrat a Catalunya per combatre amb els francesos al Rosselló van causar grans mals a les zones rurals, i van actuar sovint com un exèrcit d'ocupació. Davant d'aquesta situació, el 7 de juny de 1640 centenars de segadors catalans que es trobaven a Barcelona per a ser contractats per a la sega van ocupar la ciutat i van matar el virrei Dalmau III de Queralt, en l'anomenat Corpus de Sang. La Generalitat va actuar amb indecisió, a parer dels ministres castellans, i aquests van ordenar al privat del rei que actués amb força. Com a resultat de la manca de resposta del rei a les reiterades protestes de la Generalitat pels abusos de les tropes i la insuportable càrrega fiscal que les institucions havien de suportar, la Generalitat trencà amb la monarquia i va proclamar la República Catalana. Finalment, davant la imminent guerra amb Castella, Pau Claris hagué de transigir davant la pressió diplomàtica francesa i donà el comtat de Barcelona al rei Lluís XIII de França. Des de llavors i durant dotze anys, es desenvoluparia una guerra entre la monarquia espanyola i Catalunya, primer amb l'ajut de França i posteriorment sola, que s'ha conegut com a Guerra dels Segadors.

### Revolta de Portugal

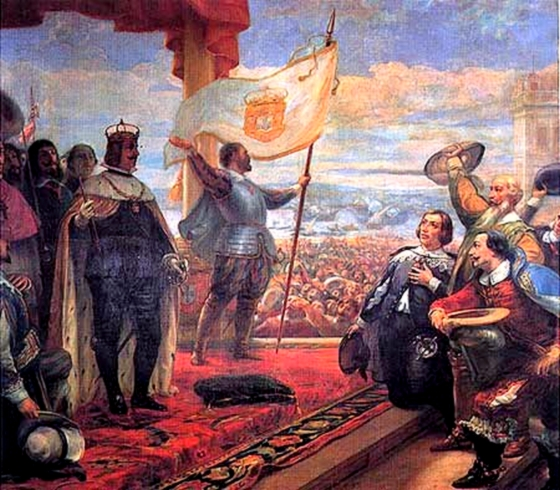
Proclamació de Joan IV com a rei de Portugal al Palau de Ribeira.

Portugal havia estat objecte de tracte diferenciat durant el regnat del seu primer rei Habsburg, Felip II, que va mantenir els privilegis del regne i llurs colònies. La situació canvià amb l'ascens al tron de Felip III el qual, a través del seu valido, el duc de Lerma, va afavorir els castellans en els territoris portuguesos i, després de la Treva dels Dotze Anys, va deixar les seves colònies a mercè dels holandesos. Els precedents més immediats de la revolta foren les actuacions castellanitzadores del comte-duc Olivares, que va intentar igualar la ciutadania castellana amb la portuguesa i fusionar les corts d'ambdós regnes. No obstant això, el fet més notable era la contínua sagnia econòmica a què es veié abocada Portugal, sobretot durant el govern de Miguel de Vasconcelos i la guerra contra França a partir de 1635, que va imposar nous tributs als portuguesos, que van començar a alinear-se al voltant del duc de Bragança.
Conscient del perill que representava el duc de Bragança, Olivares va intentar allunyar-lo de Portugal oferint-li càrrecs i comandàncies, moltes de les quals el duc refusà cordialment. Mentrestant s'anà gestant la revolta, els partidaris de la qual van decidir apostar per l'opció monàrquica. L'1 de desembre de 1640, la conspiració va marxar al Palau Reial de Lisboa i allà, entre clams a favor de Joan IV, es va defenestrar Miguel de Vasconcelos. La ciutat quedà en poder dels nobles i s'organitzà un govern provisional, fins a l'arribada del nou rei, el 6 de desembre. El dia 20 es van reunir les Corts de Portugal, i el nou rei va jurar protegir els furs del regne i la independència de Portugal.

### Caiguda d'Olivares
El 1635 la Guerra dels Trenta Anys porta a la guerra amb el Regne de França, un costosíssim conflicte que aprofundí la crisi de la monarquia, obligada a recórrer a la venda de regalies i patrimoni de la Corona, a donatius i a la utilització de les Corts per augmentar els serveis. A més a més, la necessitat de fons incrementa la pressió sobre una noblesa ja endeutada, sobre la qual recaurà la necessitat de tropes i la defensa del regne, al mateix temps que és allunyada de la Cort per Olivares. Si bé la guerra va ser al principi reeixida amb les victòries a Nördlingen (1634), Hondarribia (1638), les mesures preses per a sufragar-la van provocar les revoltes de catalans i portuguesos (1640) i van costar el càrrec a Olivares el 23 de gener de 1643 i el seu desterrament. En el seu lloc, es va formar un govern d'emergència, tutelat per Felip IV, que ja no tornaria a donar el mateix grau de poder a ningú més.

## Ascens de Luis Méndez de Haro
Després de la caiguda d'Olivares el rei va nomenar nou valido Luis Méndez de Haro, nebot de l'anterior, amb el títol de primer ministre. El seu objectiu se centrà a posar fi als conflictes interns i aconseguir la pau a Europa.

### Revoltes internes
Els conflictes a Catalunya i Portugal van continuar, i a aquests s'hi van unir els d'Aragó. Méndez de Haro aconseguí, el 1652, que els castellans guanyessin la Guerra dels Segadors, després de quinze mesos d'assetjar Barcelona.
La pressió fiscal, la falta d'aliments, el descontentament per l'alteració de la moneda i les lleves crearan malestar en diverses zones com al Regne de Nàpols i Sicília el 1647 i a la Corona de Castella entre el 1647 i el 1652 i el 1655 i el 1657.

### Política exterior

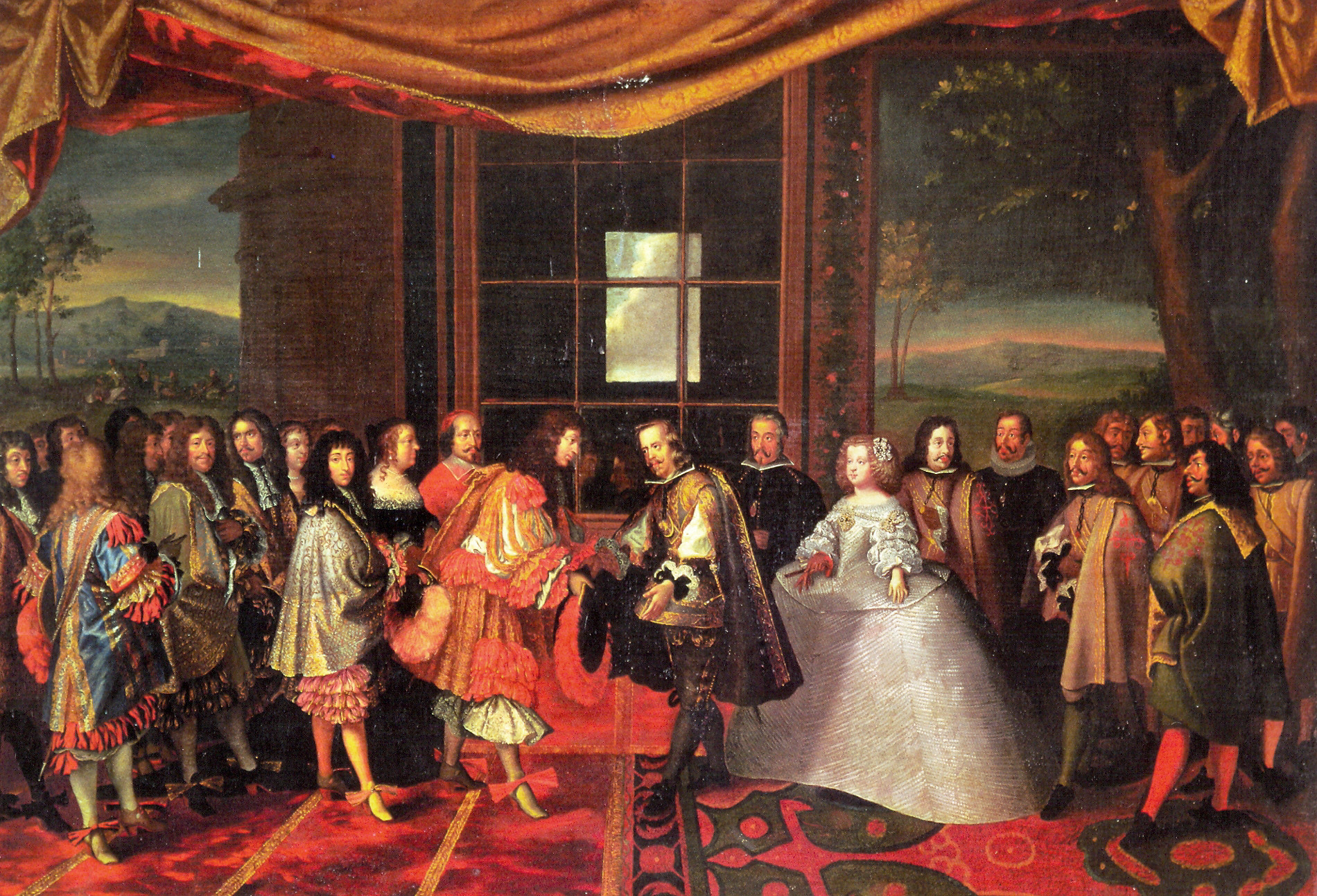
Pintura que recrea la trobada entre Lluís XIV de França i Felip IV de Castella durant la signatura del Tractat dels Pirineus el 1659, que es va dur a terme a l'illa dels Faisans, al Bidasoa.

Els terços castellans van ser vençuts a la batalla de Rocroi el 1643, per la qual cosa Méndez de Haro decidí canviar d'estratègia. Pel Tractat de Westfàlia es reconeixia la independència de les Províncies Unides i la conservació dels Països Baixos espanyols.
La guerra amb França va continuar pel problema plantejat sobre el Franc Comtat i el Rosselló. Gràcies a la guerra interna de França, els castellans aconseguiren derrotar els francesos a Valenciennes el 1656. Anglaterra i França pactaren l'any següent repartir-se les Disset Províncies, i es va iniciar un nou front. La insostenibilitat de la guerra conduí a firmar la pau amb el país gal per la Pau de Westfàlia de 1648 i el Tractat dels Pirineus de 1659, que significaren que Artois passés a mans franceses i que Catalunya perdés el Rosselló i part de la Cerdanya, també a favor dels francesos. També es pactà el matrimoni de la infanta Maria Teresa d'Espanya amb Lluís XIV de França, amb una dot de 500.000 escuts.

### Guerra d'independència de Portugal
El nou rei Joan IV va cercar suports entre els enemics de Felip IV, i va signar una aliança amb França el 25 de març de 1641 i una treva amb Holanda, que havia ocupat part del Brasil; també Anglaterra signà una aliança amb el nou rei el 1642, i Dinamarca i Suècia donaren suport a Portugal. Buscà també l'amistat amb els revoltats a Catalunya. Contraris a la causa, foren el Papa i l'emperador Ferran III. Després d'una primera campanya infructuosa a Olivença per part d'Olivares, les accions bèl·liques es reduïren a escaramusses a la frontera extremenya, fins al 1644, any en què l'exèrcit armat per Portugal es dirigeix a Badajoz per prendre-la, sense èxit. Durant anys, la guerra es va mantenir a la defensiva. El 1656 morí Joan IV, i el va succeir Alfons VI, sota la regència de Lluïsa de Guzmán, i, a partir de la signatura del Tractat dels Pirineus, que no va abastar Portugal, el comandament castellà serà per a Joan Josep d'Àustria, el qual va penetrar fins a Èvora, però que ràpidament van recuperar els portuguesos.
A Lisboa, una facció més jove de la noblesa va derrocar la regent i nomenà dictador en temps de guerra el comte de Castelo Melhor, que governà de forma absolutista, amb la qual cosa provocà una oposició interna cristal·litzada en el germà del rei, el príncep Pere. La darrera gran batalla de la guerra que hi hagué en vida de Felip IV va ser el juny de 1665, que es liquidà amb victòria portuguesa; Felip IV moria al cap de poc. El 1668, Pere II de Portugal pren el tron i la Monarquia Hispànica, finalment, reconeix als Bragança com a sobirans de Portugal, ratificat a la Pau de Westminster.

## Segle d'Or
Felip IV fou un home de gran cultura i mecenes de les arts, i va adquirir per a la Corona més de 800 quadres, la majoria exposats avui dia al Museu del Prado de Madrid, d'artistes tan importants com Diego Velázquez, Giovanni Lanfranco, Aniello Falcone o Nicolas Poussin. També va protegir la música. Feu venir a la seva cort, el músic Pablo Bruna dit El ciego de Daroca, perquè era un bon compositor i un gran intèrpret de l'orgue.

## Mort i successió
Va morir el 17 de setembre de 1665 a Madrid. El van enterrar al Monestir de l'Escorial. La seva mort va deixar la monarquia en una profunda recessió i una profunda crisi i la seva autoritat fortament qüestionada per nobles, ciutats i països.
Per la mort del seu fill Baltasar Carles d'Habsburg, fou succeït pel seu fill petit, Carles II d'Espanya, que també era fill de Marianna d'Àustria i que fou l'últim rei de la Dinastia dels Àustries.